# Udamina leprieurii
Udamina leprieurii är en skalbaggsart som beskrevs av Thomson 1868. Udamina leprieurii ingår i släktet Udamina och familjen långhorningar. Inga underarter finns listade i Catalogue of Life.